# Holyoake Range
Holyoake Range är en bergskedja i Antarktis. Den ligger i Östantarktis. Nya Zeeland och Australien gör anspråk på området.